# Bijnor
Bijnor (Hindi बिजनौर Bijanaur; Urdu: بجنور) ist eine Stadt im indischen Bundesstaat Uttar Pradesh.
Bijnor liegt in der nordindischen Ebene 60 km nordöstlich von Meerut. Der Ganges strömt 7 km westlich der Stadt nach Süden. 50 km nördlich der Stadt erheben sich die ersten Bergketten der Siwaliks. 
Die Stadt ist Verwaltungssitz des gleichnamigen Distrikts. Bijnor liegt an der nationalen Fernstraße NH 119 (Meerut–Srinagar (Uttarakhand)).
Bijnor besitzt als Stadt den Status eines Nagar Palika Parishad. Die Stadt ist in 25 Wards gegliedert. Beim Zensus 2011 hatte Bijnor 93.297 Einwohner.

## Persönlichkeiten
- Meghna Singh (* 1994), Cricketspielerin